# Xã Newland, Quận Ramsey, Bắc Dakota
Xã Newland (tiếng Anh: Newland Township) là một xã thuộc quận Ramsey, tiểu bang Bắc Dakota, Hoa Kỳ. Năm 2010, dân số của xã này là 26 người.